# Уайт, Тим
Тимоти Дуглас "Тим" Уайт (Timothy D. (Douglas) White; род. 24 августа 1950 года, Лос-Анджелес, шт. Калифорния) — американский палеоантрополог. Доктор философии, профессор Калифорнийского университета в Беркли, член НАН США. Известен своими исследованиями скелета австралопитека афарского («Люси»), найденного Дональдом Джохансоном, а также находкой хорошо сохранившегося скелета ардипитека («Арди»).

## Биография
Детство провёл в Лейк-Эрроухед (шт. Калифорния). Закончил Калифорнийский университет в Риверсайде по специальностям биология и антропология. Получил степень доктора философии в области физической антропологии в Мичиганском университете. С 1976 года работал на факультете антропологии Калифорнийского университета в Беркли, затем перешёл на факультет интегративной биологии.
В настоящее время ведёт курсы палеонтологии и остеологии человека, профессор интегративной биологии.
Является директором Исследовательского центра эволюции человека и содиректором (совместно с Berhane Asfaw, Yonas Beyene, и Giday WoldeGabriel) Исследовательского проекта среднего Аваша.
Бал наставником многих известных палеонтропологов, включая Berhane Asfaw, William Henry Gilbert, David DeGusta, Yohannes Haile-Selassie, and Gen Suwa.

## Исследовательская работа
В 1974 году Уайт работал в команде Ричарда Лики в Кооби-Фора (Кения). Он произвёл на Лики благоприятное впечатление и тот рекомендовал его своей матери Мэри Лики в качестве помощника в исследовании окаменелостей гоминидов, найденных ею в Лаэтоли (Танзания).
В 1977 году Уайт начал работу в Калифорнийском университете в Беркли, где сотрудничал с Десмондом Кларком и Фрэнсисом Хоуэллом.
В 1994 году Уайт нашёл самого древнего известного в то время предка человека, Ardipithecus ramidus возрастом 4,4 млн лет. Находка была сделана в долине реки Аваш в Эфиопии. Скелет взрослой самки хорошей полноты и сохранности был назван «Арди». Понадобилось 16 лет, чтобы подготовить публикацию с описанием окаменелостей
В 1996 году Уайт совместно с Berhane Asfaw сделал ещё одну известную находку — фрагменты скелета Australopithecus garhi возрастом 2,5 млн лет (BOU-VP-12/130), который предположительно является предшественником Homo habilis.

## Награды
- Стипендиат-исследователь Калифорнийской академии наук[10]
- Стипендиат-исследователь Американской ассоциации передовой науки (American Association for the Advancement of Science)[11]
- Премия David S. Ingalls Jr. Кливлендского музея естественной истории (Cleveland Museum of Natural History).
- Academy of Achievement Golden Plate Award[англ.] (1995)
- Заслуженный выпускник 2000 года Калифорнийского университета в Риверсайде.
- Международная премия по биологии (2021)